# AT&T 유-버스
AT&T 유-버스(AT&T U-verse)는 AT&T에서 출시한 결합 상품으로, 2006년에 출시한 결합 상품이다. TV와 인터넷 전화, 인터넷으로 구성되어 있다.

## TV
현재 채널은 총 4,000여개이고, 각 패키지(U패밀리, U200, U300) 등에 따라 채널이 다르다. 첫 서비스 시에는 SD 화질이었다가, 현재는 HD 화질로 방송 중이다.

## 인터넷
현재 미국 전 지역에서 서비스 중이다.